# Majbacken
Majbacken är en kungshög på Gotland i Garde Socken. Högen ligger på ett gravfält. Stora högar är ovanliga på Gotland som domineras av rösen. Flest högar med en mantel av jord finns utmed östra kusten på Gotland. Två områden har tätare med högar än andra. Det ena området är socknarna Hörsne-Gothem och det andra är Sundre socken. Sundre socken har många men små högar. Hörsne hade färre högar men det var storhögar över 20 meter i diameter. Gothem har 7 högar men bara en större hög.

## Gravfältet
Gravfält är 60x40 meter i öst/väst och består av sju fornlämningar. Det är förutom kungshögen sex runda stensättningar samt en i sen tid tillkommen labyrint.
Högen är belägen i östra delen, av gravfältet och är 30 meter i diameter och 3,5 meter hög. Högen är övertorvad men har i ytan gråstenar, 0,5-0,2 meter stora. Toppen av högen är avplanad och i dess västra del ligger en ansamling två gånger två meter stor av av gråstenar 0,2-0,4 meter stora. Högen består till största delen av sand som troligen lagts på kalkberget . I väster på högen sticker kalkhällar upp på ett par ställen. Högen är beväxt med tallar enar och enstaka lövträd. 
De runda stensättningarna är belägna på svag sandrygg i västra och norra delen av gravfältet och  är 4-7 meter i diameter och 0,1-0,5 meter höga. De är övertorvade med gråstenar i ytan som är 0,1-0,3 meter stora. Tre gropar eller insjunkningar 1-2 meter stora och 0,1-0,4 meter djupa finns i stensättningarna. Två eventuellt tre stensättningar har bitvis en synlig kantkedja 0,1 meter hög av 0,2-0,4 meter stora gråstenar. Två stensättningar har en sydsten (?), 0,4 meter stor. Ett par avstensättningarna är otydliga. Labyrinten belägen 3 meter sydväst om anläggning nr 1 är närmast rund, 14x12 meter i diameter nord/syd. Den är delvis övertorvad med gråstenar i ytan  0,3-0,1 meter stora (vanligen 0,2-0,1 meter) Stenarna ligger på små jordvallar. Enligt J Kraft är labyrinten är enkel vinkeltyp med åtta vallar och högerport. Ingången i nordost. Labyrinten går under beteckningen Trojeborg i bygden, geologiska kartan anger Tröjborg. Tidigaste anteckning om labyrinten L. Cedergren 1855.

## Länsstyrelsen beskrivning av Majbacken
Gotland har gott om gravrösen, men färre gravhögar. Majbacken är en av Gotlands riktigt stora högar. Skillnaden mellan ett gravröse och en gravhög kan vara mindre än man tror för att en gravhög innehåller vanligen ett kärnröse som täcks av en mantel av jord, sand eller grästorv. Gotland har ett tunt jordlager över kalkberget vilket förklarar varför gravhögarna är få i förhållande till gravrösen och stensättningar. Storhögar  byggdes under bronsålder och järnålder. En hög ha en diameter över 20 meter för att kallas storhög. Högarnas konstruktion  har ibland gett förutsättningar för att bevara graven och gravgodset, särskilt i obrända gravar. Storhögar ligger ofta på strategiska lägen, utmed kommunikationsleder som vägar och båtleder. Högarna är väl exponerade i landskapet. De har varit en markering för dem som färdats i trakten. Storhögen vid Majbacken är ca 30 meter i diameter och en höjd på 3,5 meter en medelstor storhög. I en halvcirkel runt högen ligger låga gravar från järnåldern.  Käldänget nedanför berget är den närmsta kända boplatsen från samma tid. Där syns husgrunder och andra rester från minst två gårdar.

## Skriftlig källor om fornlämningen är enligt fornsök
- SGU beskrivning sidan 92 till kartbladet 61 Ronehamn.
- John Kraft skrivelse till RAÄ:s D-byrå dnr 4550/1977 ATA (se också Labyrint och ryttarlek under referenser)
- D. Gadd 1954: Boken och Garde sidan 37-38.